# Guiana nos Jogos Sul-Americanos de 2014
Guiana participou dos Jogos Sul-Americanos de 2014, realizados em Santiago, Chile. Essa foi a quinta aparição do país nos Jogos Sul-Americanos desde sua primeira aparição em Cuenca 1998.
A delegação guianesa está integrada por um total de 8 atletas, sendo seis homens e duas mulheres, que disputaram medalhas em duas disciplinas desportivas.

## Medalhas
O país não conquistou medalhas.

## Desempenho

### Atletismo
Provas de pista e estrada
| Alisha Fortune   | 100 m feminino   |  |  | 11.60   | 3 | Não avançou | Não avançou |             |             |
| Alisha Fortune   | 200 m feminino   |  |  |         |   |             |             |             |             |
| Winston George   | 200 m masculino  |  |  |         |   |             |             |             |             |
| Winston George   | 400 m masculino  |  |  | 45.85   | 4 | 46.15       | 4           |             |             |
| Wayne Harlequin  | 400 m masculino  |  |  | 49.14   | 6 | Não avançou | Não avançou |             |             |
| Thomas Cleveland | 1500 m masculino |  |  | 4:02.20 | 8 | Não avançou | Não avançou | Não avançou | Não avançou |
| Forde Cleveland  | 1500 m masculino |  |  | 4:02.36 | 9 | Não avançou | Não avançou | Não avançou | Não avançou |

### Boxe
| Atleta         | Prova              | Qualificação                   | Quartos-finais         | Semifinais             | Final                  |
| Atleta         | Prova              | Adversário e resultado         | Adversário e resultado | Adversário e resultado | Adversário e resultado |
| -------------- | ------------------ | ------------------------------ | ---------------------- | ---------------------- | ---------------------- |
| Eon Bancroft   | Até 69kg Masculino |                                | VENGabriel Maestre 0–3 | Não avançou            | Não avançou            |
| Dennis Thomas  | Até 75kg Masculino | COLJorge Luis Vivas Palacios - |                        |                        |                        |
| Theresa London | Até 75kg Feminino  | BRAFlávia Tereza Figueiredo -  |                        |                        |                        |